# Ulmerochorema tasmanicum
Ulmerochorema tasmanicum är en nattsländeart som först beskrevs av Mosely in Mosely och Douglas E. Kimmins 1953.  Ulmerochorema tasmanicum ingår i släktet Ulmerochorema och familjen Hydrobiosidae. Inga underarter finns listade i Catalogue of Life.